# El Caletón (Garachico)

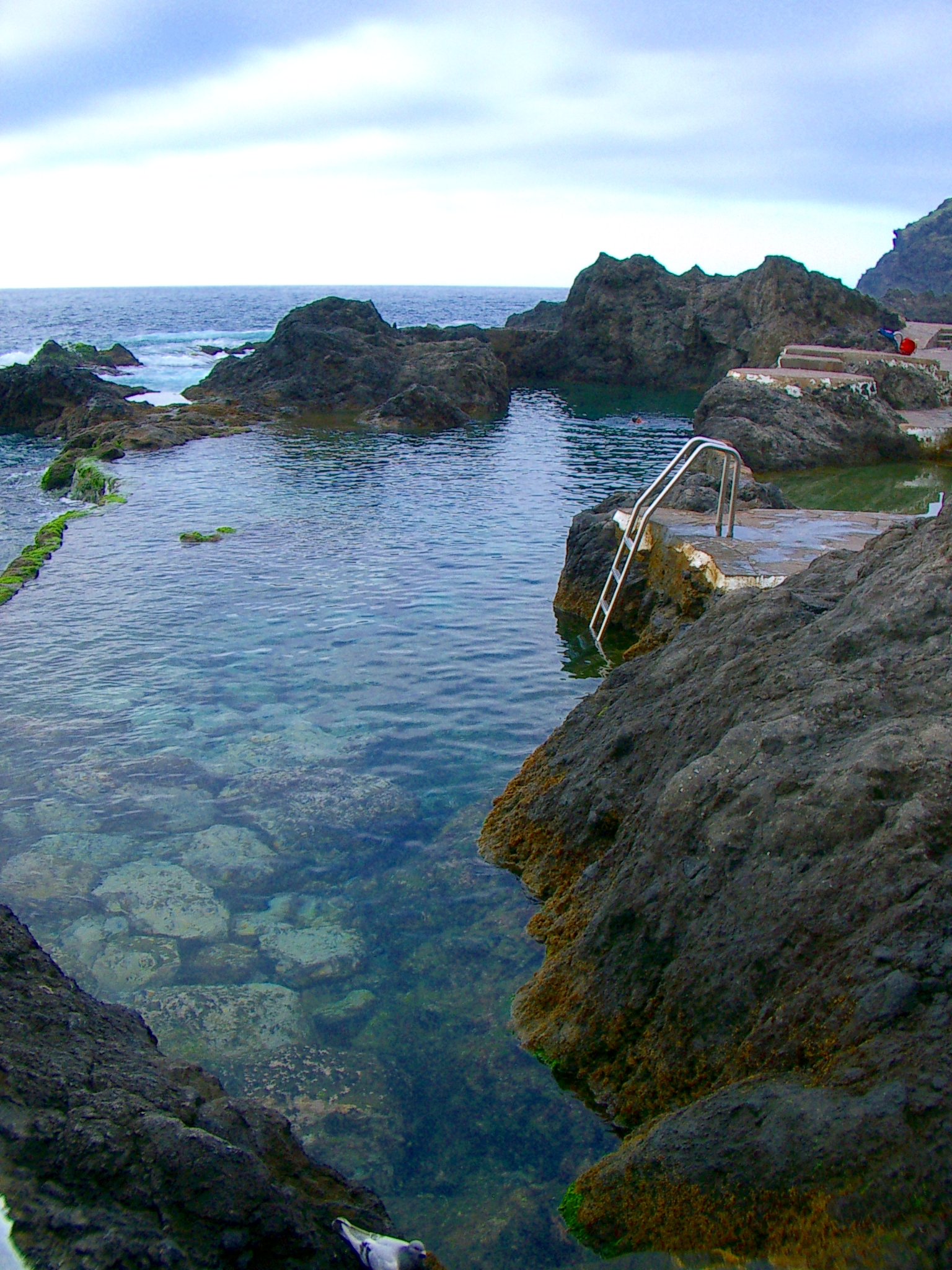
El Caletón (Garachico).

 El Caletón es una zona de baño, formada por varias piscinas de origen natural, situada en el municipio de Garachico en la isla española de Tenerife. Junto a las piscinas se encuentra el Castillo de San Miguel.
Las piscinas se originaron por la lava  procedente de la erupción del volcán Trevejo en 1706. Al entrar en contacto con el agua del mar, la lava solidificó, dando lugar a caprichosas y hermosas formas.

## Galería

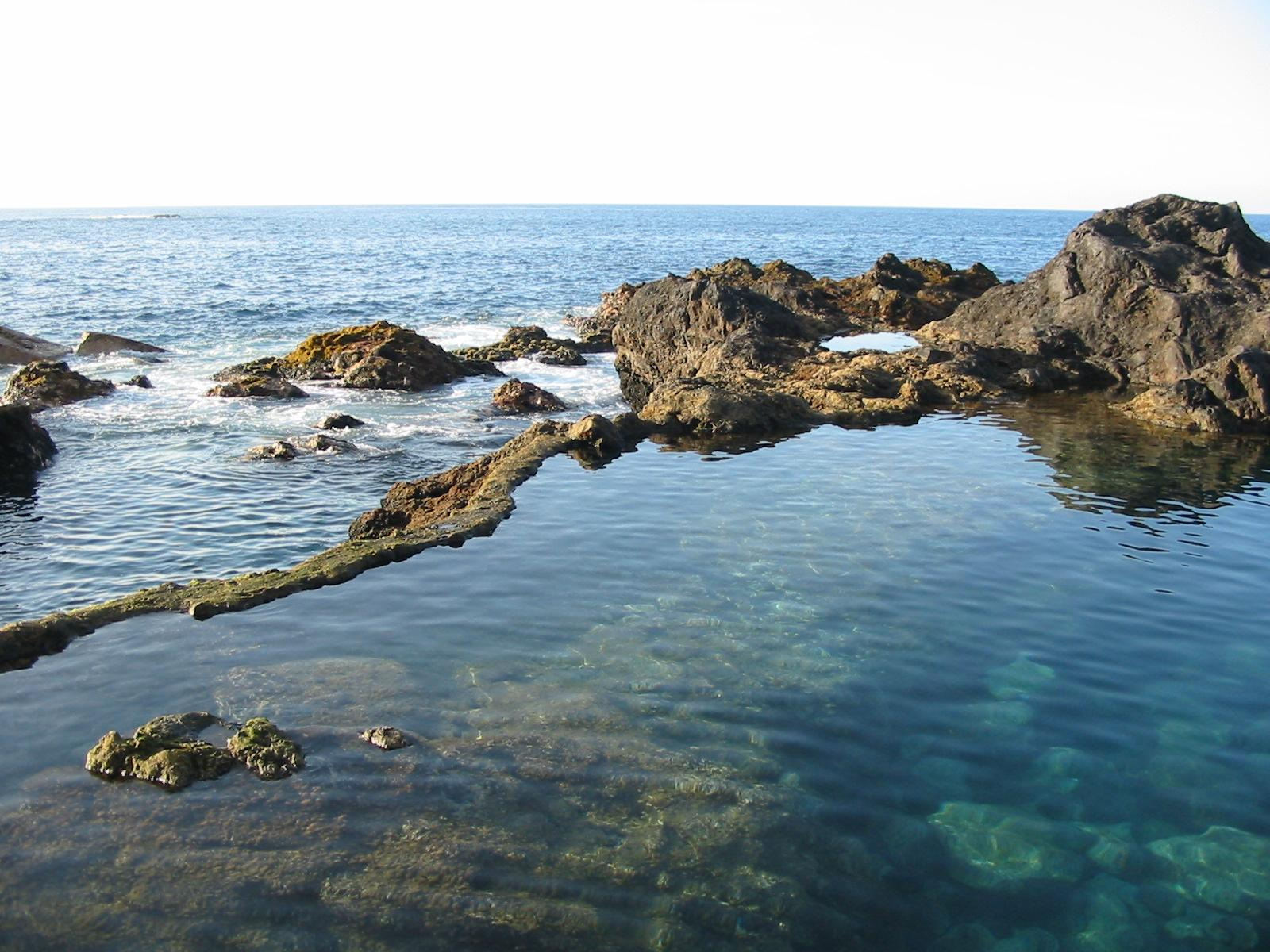
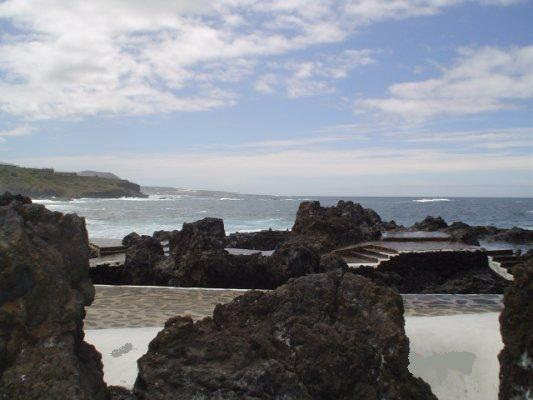